# Extreme Networks
Extreme Networks ist ein 1996 gegründeter US-amerikanischer Produzent von Hardware und Software für Computernetzwerke und auch das Internet mit Sitz in San José, Kalifornien. Das Unternehmen stellt Standardbauteile wie Switches für Ethernet-Netzwerke in LAN und WLAN-Anwendungen sowie Access-Points für WLANs ebenso her wie im Bereich Carrier grade, etwa für ECIX, den zweitgrößten deutschen Betreiber von Internetknoten, 1 bis 100 Gbit/s-Links für Protokolle wie Unicast IPv4, Multicast und das Protokoll IPv6.

## Übersicht
Das Unternehmen erreicht seit dem Kauf von Enterasys Networks für 180 Millionen Dollar im Jahr 2013 und dessen Integration einen Jahresumsatz von etwa 600 Millionen Dollar, während die Umsätze in den Jahren davor um die 300 Millionen Dollar lagen.
Extreme Networks ist eine Aktiengesellschaft und an der US-Wertpapierbörse NASDAQ gelistet.
Am 30. Juni 2015 beschäftigte das Unternehmen selbst 1.351 Personen. Allerdings wird ein erheblicher Teil der Hardware von Auftragsfertigern hergestellt. So gibt das Unternehmen (2015) an, dass es
- von Alpha Networks, Inc. in Hsinchu, Taiwan die Geräte der A-Serie, B-Serie, C-Serie, Stackable products, G-Serie, D-Serie, I-Serie und 800er-Series und Black Diamond Chassis fertigen lässt
- und von Benchmark Electronics, Inc. in Huntsville, Alabama und Flextronics International in Singapur, die S-Serie und die K-Serien Chassis, die 7100-Serie und SSA Produkte fertigen lässt.

Wichtiger Zulieferer für die Access Points ist Senao Electronics in Taipei, Taiwan.

## Geschichte
Extreme Networks wurde 1996 von Gordon Stitt, Herb Schneider und Stephen Haddock in Cupertino, Kalifornien gegründet.

## Standorte
Das Unternehmen listete (2015) folgende größere Standorte mit Flächen auf:
- San Jose, Hauptquartier, Marketing und Verkauf
- Research Triangle Park, North Carolina, Forschung und Entwicklung, Verkauf und Verwaltung
- Salem, New Hampshire Forschung und Entwicklung, Verkauf, Marketing und Verwaltung
- Chennai, Indien für Forschung und Entwicklung
- Shannon, Irland für Verkauf, Marketing und Verwaltung